# オニタビラコ属
オニタビラコ属 (Youngia) はキク科に所属する属の1つ。
黄色の舌状花のみからなる頭状花序をつける。小花は数個から20くらい。総苞は内外2列、外側は小さく、全体は円柱形、基部が果実時に竜骨形に隆起する。痩果は長楕円形でやや扁平、先端は細くなって多数の冠毛がある。近いものにノゲシ属があるが、ノゲシ属のものは冠毛の基部が互いに癒合し、まとまってはずれる特徴がある。
アジアに20種、日本には以下の4種がある。

## 種
- オニタビラコ Y. japonica
- ヤクシソウ Y. denticulata
- クサノオウバノギク Y. chelidoniifolia
- イワヤクシソウ（ナガバヤクシソウ） Y. yoshinoi - 絶滅危惧種